# Control Machete
Control Machete fue un grupo de hip hop mexicano originario de la ciudad de Monterrey, Nuevo León, México. Era integrado por el scratcher y tecladista Antonio "DJ Toy Selectah" Hernández, el vocalista Patricio Chapa Elizalde (también conocido como "Pato Machete") y el vocalista Fermín IV. Fueron colocados en el puesto número seis en la lista de los «50 grandes raperos en la historia del rap en español», publicada por la revista estadounidense Rolling Stone.
Control Machete combinaba cultura y música del norte de México con el género de hip hop y formaron parte del movimiento musical denominado Avanzada Regia.

## Historia

### Comienzos y éxito inmediato
El grupo se formó desde 1995 por Toy Selectah juntando a Fermín IV y Pato Machete. Bajo la producción de Jason Roberts (productor de  Cypress Hill) grabaron su álbum debut Mucho Barato; publicado en 1996, el cual tuvo una respuesta inmediata. El álbum es considerado un punto de inflexión del hip hop mexicano, ya que a partir de aquí el género pasaría del underground a un nivel mucho más grande de popularidad y aceptación. El hip hop había dejado de tener un público más bien de nicho para pasar a ser un estilo de masas, comparable al del rock, y con música nacida en el país mismo. Su sencillo ¿Comprendes Mendes? fue el que los puso en el mapa y sonó intensamente durante mucho tiempo, siendo hasta hoy su canción más conocida. En 1997, empezaban hacer tours masivos tocando todos los temas del álbum Mucho Barato por primera vez en países como Estados Unidos, Argentina, Colombia, Puerto Rico, Perú, Venezuela, Ecuador, Alemania y España que compartieron escenario en el Festimad dentro del Rap Español "Hip Hop 'En" junto con Delinquent Habits y Rahzel del grupo The Roots como exponentes internacionales y de grupos/raperos locales como Violadores del Verso, 7 Notas 7 Colores, Frank-T, CPV, Geronación, VKR, La Puta Opepé, Jazz Two, Namaste, Kraze Negroze y Alma Vacía.
Después del éxito de Mucho Barato, Control Machete entró de nuevo en los estudios, esta vez para producir un álbum más elaborado que el anterior; Artillería pesada presenta.... Este álbum incluyó éxitos importantes como Sí Señor, e incluso fue utilizado como fondo para un comercial de televisión de Levi's para el Super Bowl, lo cual les dio éxito internacional y un merecido lugar en la corriente dominante de la música.

### Popularidad sostenida y proyección internacional
Control Machete logró en solo seis meses vender 500 mil unidades de su disco Mucho Barato tanto en México como a lo largo de América. Su capacidad de convocatoria fue tal que se llegaron a presentar ante multitudes de 10 000 personas en España con gran éxito, efectuando conciertos a lo largo de Sudamérica presentándose ante una audiencia total estimada en más de 458 mil personas. En su momento de mayor fama, fue tal el impacto que generaron, que han sido encargados de varios eventos de talla internacional como lo es el concierto del multigalardonado músico de rock David Bowie en el Autódromo Hermanos Rodríguez ante más de 40 mil espectadores.
Posteriormente, Control Machete se enfrentaría a un desafiante reto entrando de lleno a las ligas mayores al ser el grupo de apertura oficial de la gira más importante del año en México: Pop Mart, de la banda irlandesa U2. Y por si fuera poco fueron los encargados de abrir el concierto de 50 cent que se ofreció en México en el Palacio de los Deportes en marzo del 2004. Fueron invitados a participar en varias recopilaciones, destacando el disco de Un Tributo (a José José) (BMG, 1998), donde interpretaban Amnesia, y en el 2001 también estuvieron en el tributo a la banda argentina Soda Stereo, interpretando la canción Camaleón. Participaron en Outlandos D'Americas (EMI, 1998), el disco que rinde homenaje a The Police.
El grupo participó en una gira nacional junto a Molotov, en el recordado tour Molochete, teniendo gran aceptación en México. En 2001 uno de los integrantes, Fermín IV, se convirtió a religión cristiana-evangélica y dejó el grupo para continuar su carrera como solista de música cristiana. Más adelante llegó a convertirse en Pastor de la Congregación "Semilla de Mostaza" en la Ciudad de México, y ha sido de influencia para que muchos jóvenes abandonen las pandillas y sigan su ejemplo.[cita requerida] Además es vocalista de la agrupación con el mismo nombre.

### Receso indefinido y proyectos solistas
Actualmente[¿cuándo?] Control Machete se encuentra en un receso y en últimas fechas se ha hablado de un posible regreso de los tres integrantes para grabar un nuevo disco. 
En la edición 2006 del festival Vive Latino, Pato se presentó e interpretó algunos de los éxitos de la banda acompañado de Luis Fara y Boscop Benavente de Quiero Club en el Escenario Verde. Posteriormente DJ Toy hizo un proyecto alterno llamado Sonidero Nacional. Además en el videojuego Scarface: The World is Yours de la compañía Radical Entertainment, lanzado en 2006, aparecen "Bien Bien" y "De" como parte de la banda sonora latina del juego. En 2007 un grupo de música electrónica de nombre No Somos Machos Pero Somos Muchos, utilizando aparatos para samplear, realizó una versión cumbia del tema "Comprendes Mendes" bajo el nombre de "El Sabor del Control".
En 2008, Pato grabó su primer material solista llamado Contrabanda, con el cual realizó una serie de presentaciones tanto en festivales como en bares presentándose como "Pato Machete". En 2012 lanzó su segundo material titulado 33 en referencia a su cumpleaños 33 y el mismo número de invitados que grabaron junto con el su nuevo material. Entre los invitados destacan nombres como Eugenia León en "Plata o Plomo", Gil Cerezo de Kinky en "Gota a Gota", y varios más.
En últimas fechas se ha visto a los tres integrantes de lo que fue Control Machete en Instagram y al preguntarles por una reunión ellos dicen que están pensando grabar un nuevo disco siempre y cuando estén en el momento adecuado.

## Apariciones en videojuegos
En el famoso juego de Crackdown, para Xbox 360, aparecen dos canciones del grupo: Sí Señor y ¿Comprendes Mendes? (solo en autos que sean de la banda "Los Muertos").
También en el videojuego de la Xbox Total Overdose aparecieron canciones del álbum Mucho barato, como ¿Comprendes Mendes?, Cheve, y otras canciones populares del grupo.
En el videojuego Scarface: The World Is Yours aparece el grupo con las canciones Bien, Bien y De.

## Discografía

### Álbumes de estudio
- 1997: Mucho Barato
- 1999: Artillería pesada presenta...
- 2003: Uno, dos: Bandera

Nota: Aunque en los créditos del álbum, "Mucho barato", figura la fecha de 1996 como el año oficial del registro, el álbum como tal no fue publicado hasta febrero del año 1997. La demora se debió a problemas legales referentes a los "samples" incluidos en las canciones.

### Compilaciones
- 2002: Sólo para fanáticos
- 2006: Eat... Breath... And... Sleep: Éxitos
- 2017: Singles

### Colaboraciones
- 2000: Molochete - Bootleg - con Molotov

### Apariciones en otros trabajos
- 1998: MTV Lingo - con las canciones "Ladre El Desmadre" con Hijos de la Calle y "Manifiesto" con Actitud María Marta
- 1999: Spanglish 101 - con la canción "Justo N"

## Premios y reconocimientos
- MTV Video Music Awards 1999: Mejor vídeo MTV Latinoamérica (Norte) por «Sí señor» (Nominados)
- Premios Grammy Latinos 2000: Mejor canción Rock por «Sí señor» (Nominados)
- MTV Video Music Awards 2001: Mejor vídeo MTV Latinoamérica (Norte) por «Amores Perros (De Perros Amores)» (con Ely Guerra) (Nominados)
- MTV Video Music Awards 2002: Mejor vídeo MTV Latinoamérica (Norte) por «Cumbia sobre el Río» (con Celso Piña y Blanquito Man) (Nominados)
- MTV Video Music Awards Latinoamérica 2004: Mejor Artista Alternativo (Nominados)[11]